# Euphorbia piscidermis
Euphorbia piscidermis là một loài thực vật có hoa trong họ Đại kích. Loài này được M.G.Gilbert mô tả khoa học đầu tiên năm 1973 publ. 1974.

## Hình ảnh

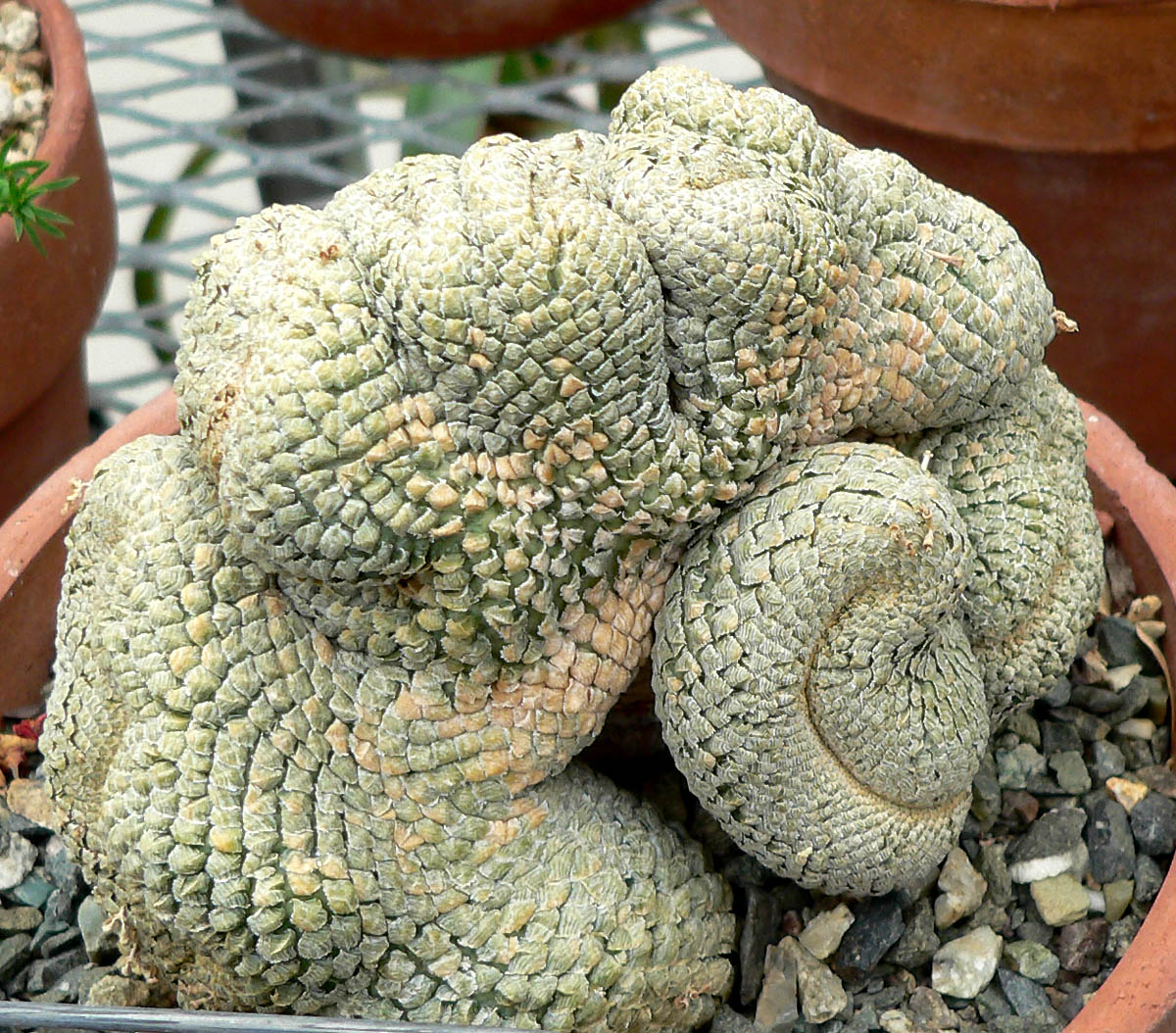
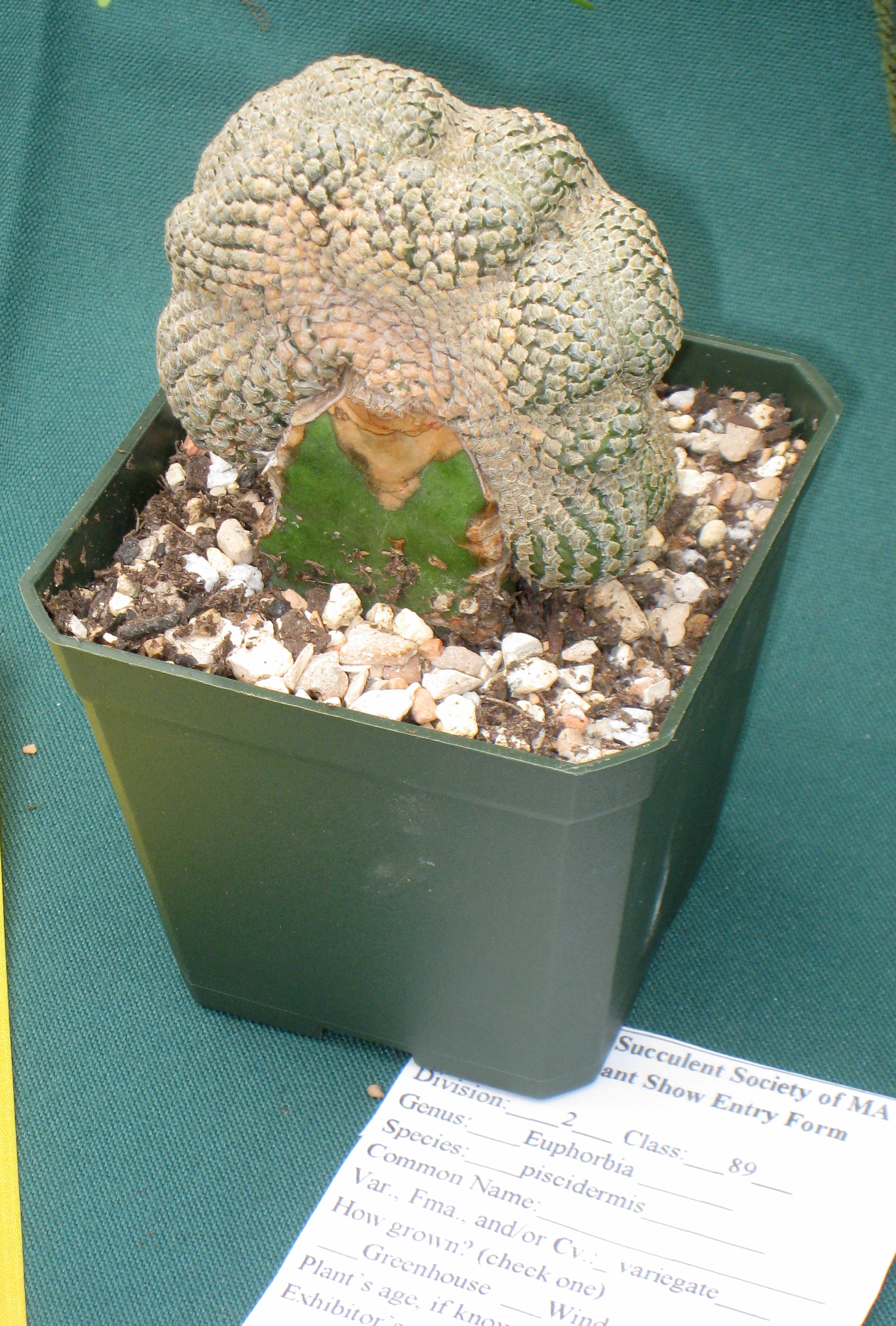
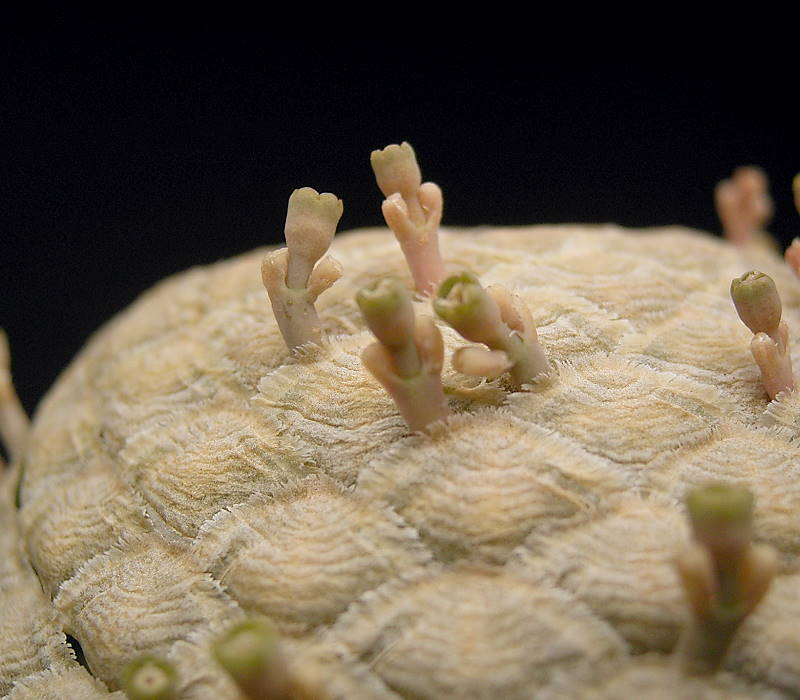